# Cyrkuł tarnowski
Cyrkuł tarnowski (niem. Tarnower Kreis) – jednostka administracyjna Cesarstwa Austrii w Królestwie Galicji i Lodomerii w latach 1782–1850 i 1854–1865.

## Historia

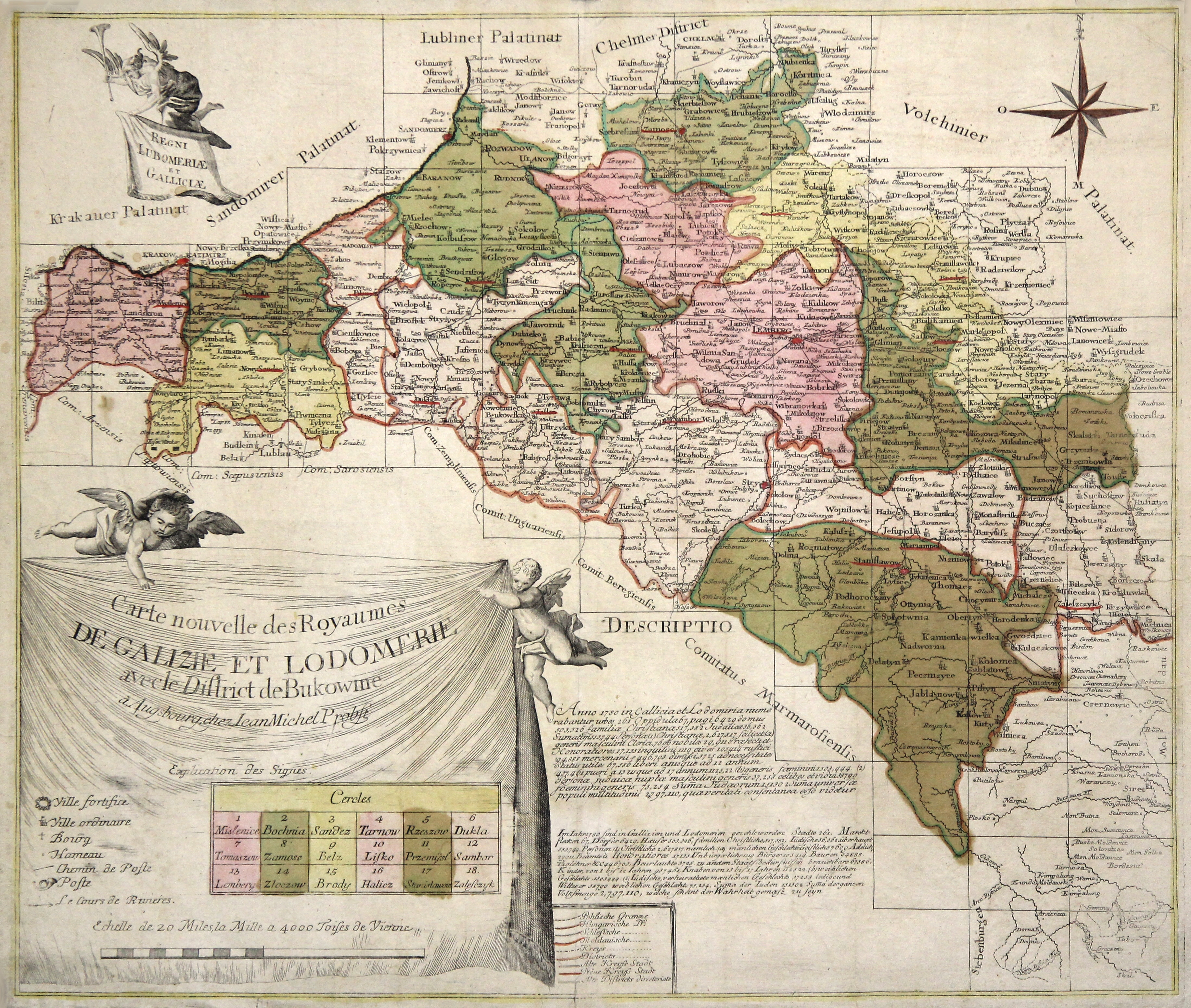
Projekt nowego podziału Galicji na cyrkuły (1780)

Cyrkuł tarnowski z siedzibą w Tarnowie utworzono w 1782 roku na ziemiach polskich zagarniętych przez Austrię podczas I rozbioru w ramach reformy administracyjnej w Galicji.
Już 2 września 1780 kancelaria nadworna wydała dekret, w którym poinformowała gubernatora o nowych decyzjach w sprawie organizacji administracyjnej. Cesarzowa Maria Teresa Habsburg już od dłuższego czasu planowała wprowadzenie reform mających na celu dostosowanie ustroju Galicji do zasad obowiązujących w niemieckich krajach dziedzicznych. Właśnie zapadła kluczowa decyzja o przekształceniu dotychczasowych dystryktów w cyrkuły. W związku z tym polecono rozpoczęcie prac nad opracowaniem planu reorganizacji. Jednocześnie określono główne wytyczne, które miały stanowić podstawę przy tworzeniu tego planu. Szczególny nacisk położono na to, aby siedziby władz cyrkułów znajdowały się możliwie jak najbliżej ich centrum. Choć zalecano, aby obszary poszczególnych cyrkułów były w miarę równe pod względem powierzchni, nie należało traktować tej zasady zbyt rygorystycznie – w przypadku istnienia ważnych powodów możliwe były odstępstwa od równomiernego podziału. Zwrócono również uwagę, że nie powinno się bez wyraźnej potrzeby zmieniać lokalizacji siedzib władz, ponieważ wiązałoby się to z licznymi trudnościami – między innymi z koniecznością przeniesienia archiwów, które przez osiem lat znacznie się rozrosły. Na zakończenie podkreślono wagę odpowiedniego doboru kadry kierowniczej do obsadzenia nowych stanowisk.
Zgodnie z przyjętymi wytycznymi opracowano memoriał z 1 grudnia 1780, w którym przedstawiono projekt nowego podziału administracyjnego Galicji na 18 mniejszych cyrkułów na bazie dotychczasowych osiemnastu dystryktów. Jednym z nich był cyrkuł tarnowski, który powstał w oparciu o dotychczasowy dystrykt Tarnów (1775–1782), należący do zniesionego cyrkułu pilzneńskiego (1773–1782).
W związku z korektami granic nowych cyrkułów w 1783 roku, południowe rejony Biecza, Gorlic i Uścia Ruskiego odpadły do cyrkułu dukielskiego, a mały fragment w okolicach Ciężkowic i Bobowej do cyrkułu sądeckiego. Do cyrkułu tarnowskiego włączono natomiast obszerne zachodnie połacie  cyrkułu rzeszowskiego z rejonami Baranowa, Mielca, Rzochowa, Kolbuszowej i Ropczyc, oraz fragment cyrkułu dukielskiego w okolicach Wielopola i Siedlisk-Bogusza.

### Zniesienie cyrkułów w 1850 roku
Po wydarzeniach rewolucyjnych w latach 1848–1849, które wstrząsnęły Cesarstwem Austriackim, w 1850 roku przeprowadzono istotną reformę administracyjną mającą na celu usprawnienie zarządzania na obszarze Galicji i Lodomerii. W jej ramach cyrkuł czerniowiecki, dotychczas będący częścią Galicji, został wyodrębniony jako osobny kraj koronny. Pozostałe 19 cyrkułów zostało zniesionych i zastąpionych przez trzy okręgi rządowe: Kraków, Lwów i Stanisławów, które podzielono na 63 powiaty (niem. Bezirkshauptmannschaften). Powiaty z kolei były tworzone na podstawie nowych okręgów sądowych, od dwóch do czterech na powiat. Oznaczało to zarazem zniesienie cyrkułu tarnowskiego, którego obszar podzielono na pięć Bezirkshauptmannschaften:
- Dąbrowa – z okręgów sądowych: Dąbrowa i Żabno,
- Mielec – z okręgów sądowych: Mielec i Tarnobrzeg[8],
- Pilzno – z okręgów sądowych: Pilzno, Brzostek[9] i Radomyśl,
- Sędziszów – z okręgów sądowych: Sędziszów[10], Ropczyce i Kolbuszowa,
- Tarnów – z okręgów sądowych: Tarnów I, Tarnów II, Wojnicz i Zakliczyn[11].

### Reaktywacja cyrkułów (1854–1865)
Cyrkuł tarnowski reaktywowano na mocy rozporządzenia z 24 kwietnia 1854, który przywrócił podział na cyrkuły w granicach sprzed reformy 1849, a które ugrupowano w dwa obszary administracyjne (niem. Verwaltungsgebiete) – Kraków i Lwów. Cyrkuł tarnowski wszedł w skład obszaru krakowskiego.
Równocześnie, ramach reformy uwłaszczeniowej z okresu Wiosny Ludów (1848–1849), która likwidowała jurysdykcję właściciela ziemskiego nad poddanymi, dominium galicjskie – jako podstawowa jednostka administracyjna i filar systemu feudalnego straciło rację bytu. Konieczne stało się zatem wprowadzenie nowego systemu administracyjnego, którego zręby powstały w latach 1851–1855. Utworzono wtedy 179 małych powiatów (niem. Bezirke) i ponad 6000 gmin (niem. Gemeinde). Cyrkuł tarnowski podzielono na dziesięć małych Bezirków, podzielonych na 432 gmin:
| Bezirk     | Powierzchnia | Powierzchnia | Ludność | Ludność | Liczba gmin |
| Bezirk     | Mil²         | Km²          | Ogółem  | Os./km² | Liczba gmin |
| ---------- | ------------ | ------------ | ------- | ------- | ----------- |
| Dąbrowa    | 6,6          | 379,85       | 25.423  | 66,94   | 43          |
| Dębica     | 6,0          | 345,30       | 23.521  | 68,11   | 35          |
| Kolbuszowa | 9,2          | 529,66       | 25.046  | 47,29   | 42          |
| Mielec     | 8,1          | 465,96       | 27.768  | 59,60   | 55          |
| Pilzno     | 6,9          | 397,10       | 27.640  | 69,59   | 40          |
| Ropczyce   | 5,3          | 304,82       | 25.981  | 85,26   | 28          |
| Tarnów     | 6,8          | 391,34       | 44.154  | 112,81  | 53          |
| Tuchów     | 4,4          | 253,22       | 23.671  | 93,48   | 27          |
| Zassów     | 8,0          | 460,40       | 27.847  | 60,46   | 45          |
| Żabno      | 5,2          | 299,46       | 24.888  | 83,11   | 64          |
| RAZEM      | 66,5         | 3.326,11     | 295.939 | 88,94   | 432         |
| ŚREDNIA    | 6,65         | 332,61       | 29.594  | 74,23   | 43,2        |

1 maja 1860, w ramach polityki ograniczania liczby cyrkułów, do cyrkułu tarnowskiego przyłaczono Bezirki Brzostek, Frysztak i Jasło ze zniesionego cyrkułu jasielskiego:
| Bezirk   | Powierzchnia | Powierzchnia | Ludność | Ludność | Liczba gmin |
| Bezirk   | Mil²         | Km²          | Ogółem  | Os./km² | Liczba gmin |
| -------- | ------------ | ------------ | ------- | ------- | ----------- |
| Brzostek | 4,2          | 241,71       | 24.205  | 100,10  | 30          |
| Frysztak | 4,4          | 253,22       | 24.143  | 95,35   | 35          |
| Jasło    | 4,7          | 270,39       | 27.992  | 103,56  | 61          |

Cyrkuł tarnowski przetrwał do 1865 roku. Po nadaniu Galicji autonomii oraz powołaniu samorządu gminnego i powiatowego w 1865 zlikwidowano cyrkuły (Kreise), a dotychczasowe małe powiaty (Bezirke) w liczbie 179, zostały w ramach kolejnej reformy administracyjnej (23 stycznia 1867) zastąpiono przez 74 większych powiatów.